# Kajillionaire
Pour plus de détails, voir Fiche technique et Distribution.
Kajillionaire est un film américain réalisé par Miranda July, sorti en 2020.

## Synopsis
Une femme de 26 ans, connue sous le nom de Old Dolio Dyne, est dans une relation codépendante avec ses parents escrocs, qui la traitent comme une complice de leurs petits vols et escroqueries plutôt que comme leur fille. Toute la famille est fière d'être des arnaqueurs et de vivre avec le revenu minimum, contrairement à d'autres personnes qui adorent l'argent et essaient d'être des kajillionnaires (de l’argot « kajillion » : des flopées).
Après une malchance particulièrement persistante, la famille doit plusieurs mois d’arriérés sur son appartement loué 500 dollars par mois, qui est en fait un espace de bureaux attaché à une usine de détergents. Incapable de trouver de l'argent, Old Dolio concocte une arnaque où ils se rendront à New York, en utilisant les billets gagnés lors d'un concours, et ses parents prendront ses bagages, permettant à Old Dolio de prétendre que la compagnie aérienne les a perdus. Old Dolio touchera alors l’assurance voyage qu’elle a souscrite, qui suffira à couvrir leur loyer. 
Après un voyage sans incident, Old Dolio et ses parents rentrent chez eux. Elle est surprise de les trouver en train de bavarder avec Melanie, une jolie jeune femme assise à côté d'eux dans l’avion, et encore plus surprise quand ils révèlent leur arnaque à Mélanie et la font passer pour leur fille alors qu'ils récupèrent les bagages. 
Melanie se révèle étonnamment sensible à leur mode de vie et révèle qu'elle n’est pas l’assistante d’un ophtalmologue comme elle l’avait prétendu, mais opticienne. Elle présente la famille à ses clients âgés, qu'ils arnaquent pour de petites sommes d'argent. Cela tourne mal lorsqu'un homme mourant demande à la famille de faire semblant d'être la sienne au moment de son agonie. Old Dolio est secouée par l'expérience et est blessée lorsque ses parents se précipitent immédiatement pour réconforter Melanie, tout en ignorant Old Dolio elle-même. 
De retour à la maison, réalisant que Melanie a dépassé son utilité en tant que partenaire dans leurs projets, les parents d'Old Dolio décident pratiquer le triolisme avec Melanie, auquel elle réagit mal. Ils sont interrompus par Old Dolio, qui a le cœur brisé d'entendre sa mère appeler Melanie « hon » (de l’anglais honey : ma chérie) et offre à sa mère tout l'argent de l'assurance voyage pour qu’elle l’appelle ainsi. La mère de Old Dolio refuse, mais Melanie accepte l'offre d’Old Dolio et l'emmène à son appartement. 
Plutôt que d'appeler simplement Old Dolio « hon », Melanie propose un traitement « tout inclus » remplissant des exigences émotionnelles que les parents d'Old Dolio n'ont pas satisfaites. Quelques jours plus tard, les parents d'Old Dolio se présentent à l'appartement de Melanie en disant à Old Dolio qu'ils l'aiment et qu'elle leur manque, et lui offrent les 17 cadeaux de ses 17 premiers anniversaires, promettant le 18e à un dîner le lendemain soir. Old Dolio et Melanie assistent au dîner où les parents d’Old Dolio lui offrent un collier et jurent qu'ils vont changer. Ils retournent à l'appartement de Melanie et mettent Old Dolio au lit. Melanie, qui a caché l'argent de l'assurance dans son boîtier à fusibles, dit à Old Dolio que si ses parents ont volé l'argent, ce sont des monstres, tandis qu’Old Dolio dit que si l'argent est toujours là, c'est la preuve que ses parents ont changé. Elle envisage également une troisième possibilité : que ses parents aient laissé 525 $, un tiers du butin, ce qui signifierait que c'est la seule façon pour eux de l'aimer. À la surprise de Melanie et Old Dolio, tout l'argent est là. 
Le lendemain matin, Melanie et Old Dolio se réveillent et découvrent que Melanie a été intégralement cambriolée, y compris tout le mobilier de l'appartement. Il ne reste plus que les 17 cadeaux d’Old Dolio. Se rendant compte qu'ils sont remboursables, Old Dolio et Melanie les prennent pour les restituer. Le prix total des articles est de 485,05 $, jusqu'à ce que Melanie se rende compte qu'ils ont oublié de rendre le collier d’Old Dolio, ce qui porte le total à 525 $, la part d’Old Dolio de l'argent de l'assurance. Old Dolio et Melanie s'embrassent à la fin du film.

## Fiche technique
- Titre français : Kajillionaire
- Réalisation et scénario : Miranda July
- Musique : Emile Mosseri
- Direction artistique : Jessica Shorten
- Décors : Devynne Lauchner
- Costumes : Jennifer Johnson
- Photographie : Sebastian Winterø
- Montage : Jennifer Vecchiarello
- Production : Dede Gardner, Jeremy Kleiner, Youree Henley
- Pays d'origine :  États-Unis
- Format : couleurs - 2,35:1 - 35 mm
- Genre : drame
- Durée : 106 minutes
- Dates de sortie :
  - États-Unis : 25 janvier 2020 (Festival du film de Sundance 2020), 18 septembre 2020 (sortie nationale)
  - France : 30 septembre 2020

## Distribution
- Evan Rachel Wood (VF : Élisabeth Ventura) : Old Dolio Dyne
- Richard Jenkins (VF : Gabriel Le Doze) : Robert Dyne
- Debra Winger : Theresa Dyne
- Gina Rodriguez (VF : Alice Taurand) : Melanie Whitacre
- Mark Ivanir (VF : Christophe Desmottes) : Stovik Mann
- Rachel Redleaf : Kelli Medford
- Da'Vine Joy Randolph : Jenny
- Diana Maria Riva : Farida
- Patricia Belcher : Althea
- Randy Ryan : Jimmy Whitacre
- Jeffrey Nicholas Brown : businessman
- Adam Bartley : hot tub salesman
- Michelle Gillette : bartender

## Production

### Genèse et développement
En mars 2018, il a été annoncé que Miranda July écrirait et dirigerait le film, avec Brad Pitt et Youree Henley produisant le film, respectivement sous leurs bannières Plan B Entertainment et Annapurna Pictures.

### Attribution des rôles
Ce même mois, Evan Rachel Wood, Richard Jenkins, Debra Winger et Gina Rodriguez ont rejoint le casting du film. En juin 2018, Mark Ivanir a rejoint le casting du film.

### Tournage
Le tournage commence en mai 2018.

## Sortie
Le film a eu sa première mondiale au Festival du film de Sundance le 25 janvier 2020. Peu de temps après, A24 a été annoncé pour être en négociations pour acquérir les droits de distribution du film. Cependant, Focus Features a acquis les droits américains de distribution du film, Universal Pictures distribuant le film à l'échelle internationale. Il est sorti en salles le 25 septembre 2020, suivi d'une vidéo à la demande le 16 octobre 2020. Il était auparavant prévu de le publier le 18 septembre 2020 et le 19 juin 2020.

### Accueil critique
En France, le site Allociné propose une moyenne des critiques presse de 3,7⁄5, pour un total de 28 critiques presse.
Pour Corinne Renou-Nativel du journal La Croix, « L’humour décalé côtoie avec tendresse la mélancolie d’un enfermement familial et l’amertume d’une incommunicabilité. Le film semble un temps perdre en impertinence ce qu’il gagne en bons sentiments, avant un dernier pied de nez. »
Selon Emilie Meunier du magazine Télé-Loisirs, « plus qu’une critique acerbe du rêve américain, ce film dépeint avec une fantaisie déconcertante la détresse d’une femme sous l’emprise familiale et son émancipation ».
Aux Etats-Unis, sur Rotten Tomatoes, le film a un taux d'approbation de 88% basé sur 156 critiques, avec une note moyenne de 7,44/10.  Sur Metacritic, le film a un score moyen pondéré de 78 sur 100, basé sur les critiques de 35 critiques, indiquant « des critiques généralement favorables ».

## Distinctions

### Récompense
- L'Étrange Festival 2020 : prix du public[4],[5]

### Sélections
- Festival du film de Sundance 2020 : sélection hors compétition
- Festival du cinéma américain de Deauville 2020 : sélection en compétition